# Captain Toad: Treasure Tracker
Captain Toad: Treasure Tracker is een actie-puzzelspel ontwikkeld door Nintendo EAD en werd uitgebracht voor de Wii U. Het spel bouwt verder op de avonturen van het Captain Toad-minispel binnen Super Mario 3D World, waar het spelmodel voor het eerst werd geïntroduceerd.
Op 13 juli 2018 is een uitgebreide port uitgebracht voor de Nintendo 3DS en Nintendo Switch met enkele levels gebaseerd op Super Mario Odyssey en een co-op-modus in de Switch-versie.

## Spel
In het spel bestuurt de speler Captain Toad of Toadette. Captain Toad draagt een zandkleurige outfit met rode sjaal, en een lamp op zijn voorhoofd. Toadette is tijdens het avontuur ontvoerd door Wingo, een grote blauwe vogel, die ook zijn ogen op de grote gouden ster heeft laten vallen. In het tweede hoofdstuk zijn de rollen omgedraaid en is Toad ontvoerd. Doel van het spel is om veilig door diverse obstakels in het veld te bewegen om de gouden ster aan het eind van het veld te bereiken. Er is geen tijdlimiet, in plaats hiervan wordt gekeken hoeveel munten de speler heeft verzameld en hoe lang deze hierover heeft gedaan.
De speler kan de camera besturen om een beeld te krijgen vanuit elke hoek. Hiermee kunnen verborgen ruimtes zichtbaar worden gemaakt. Ieder level is een diorama, en werd geïnspireerd door het Japanse Hakoniwa-concept van miniatuurtuinen.
Captain Toad kan slechts eenmaal worden geraakt, maar door het verzamelen van paddenstoelen wordt zijn gezondheid weer hersteld. Zoals in Super Mario 3D World kan Captain Toad lopen en rennen, maar niet springen vanwege zijn zware rugzak. Verder kan Toad knollen uit de grond trekken, Kloon-bessen pakken en een pikhouweel gebruiken om stenen te verbrijzelen en zo verborgen ruimtes vrij te spelen.
Het spel maakt gebruik van de Wii U GamePad besturingsmogelijkheden en de Toad-Amiibo voor 'spot de pixel Toad en andere amiibo-figuren voor kleine extra's in het spel. In totaal zijn er 79 levels te spelen die zijn verdeeld over drie boeken en een bonusepisode. Daarnaast heeft elk level een uitdaging die een extra bonus oplevert.
Voor de Nintendo Switch is in maart 2019 een 'Speciaal boek' als downloadbare inhoud uitgebracht, waar Captain Toad en Toadette naar de Super Kroon uit New Super Mario Bros. U DELUXE aan het zoeken zijn. De uitbreiding bevat 18 nieuwe levels.

## Bundel
Speciale edities van het spel zijn gebundeld met een Toad amiibo.

## Ontvangst
Captain Toad: Treasure Tracker ontving positieve recensies. Het kreeg een score van 81,01% op GameRankings gebaseerd op 54 recensies, en 81/100 op Metacritic gebaseerd op 75 recensies.
| Publicatie   | Score  |
| ------------ | ------ |
| GameRankings | 81,01% |
| Metacritic   | 81/100 |
| GameTrailers | 9/10   |
| IGN          | 8.2/10 |

## Verkoop
Van het spel zijn wereldwijd meer dan 1 miljoen exemplaren verkocht.